# Orden für Verdienst (Portugal)

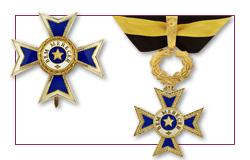
Komturkreuz des Ordens für Verdienst

Der Orden für Verdienst (pt. Ordem do Mérito) wurde am 30. Januar 1929 durch den portugiesischen Staatspräsidenten António Óscar de Fragoso Carmona gestiftet und wird an Personen und Institutionen verliehen, die sich im öffentlichen und sozialen Bereich Verdienste um die Republik Portugal erworben haben.

## Ordensklassen
Der Orden besteht aus fünf Klassen:
- Großkreuz (Grã-Cruz)
- Großoffizier (Grande-Oficial)
- Kommandeur (Comendador)
- Offizier (Oficial)
- Medaille (Medalha)

## Ordensdekoration
Das Ordenszeichen ist ein goldgerändertes, blau emailliertes Malteserkreuz, das von einem Lorbeerkranz überhöht ist. Im aufliegenden blau emaillierten Medaillon, das von einem weiß emaillierten Reif mit der Inschrift BEM MERECER (Dem Verdienst) umschlossen ist, befindet sich ein goldener fünfstrahliger Stern. Auf der Rückseite ist das Staatswappen zu sehen, das von einem blau emaillierten Reif mit der Inschrift REPÚBLICA PORTUGUESA (Portugiesische Republik) umschlossen ist.

## Trageweise
Das Großkreuz wird an einer Schärpe von der rechten Schulter zur linken Hüfte getragen. Großoffizier und Kommandeur dekorieren die Auszeichnung als Halsorden. Die drei ersten Klassen tragen zusätzlich das Ordenszeichen als Steckkreuz. Bei der I. und II. Klasse ist es vergoldet, die III. Klasse ist versilbert. Offiziere tragen die Auszeichnung am Band mit einer Rosette auf der linken Brustseite.
Das Ordensband ist schwarz mit einem breiten gelben Mittelstreifen.